# Werner Bienwald
Werner Bienwald (* 6. Juli 1936 in Berlin; † 22. September 2021) war ein deutscher Hochschullehrer, Jurist und juristischer Fachbuchautor. Er war langjähriger Professor an der Evangelischen Fachhochschule Hannover und zeitweise deren Rektor. In Juristenkreisen ist Bienwald als Verfasser eines Standardkommentars zum Betreuungsrecht bekannt. Darüber hinaus gehörte er zu den Mitherausgebern der juristischen Fachzeitschrift FamRZ.

## Leben
1945 wurde Bienwald Halbwaise, da sein Vater in der Kriegsgefangenschaft verstarb. Nach der Aufteilung Berlins in vier Sektoren lebte Bienwald im sowjetischen Sektor in Ostberlin, wo er 1955 auch das Abitur ablegte. Anschließend begann er eine Ausbildung zum Kirchenverwaltungsbeamten beim Berliner Stadtsynodalverband, welche er 1957 abschloss. Um ein Studium an der Freien Universität Berlin aufnehmen zu können, musste Bienwald zunächst ein Anerkennungsabitur in Westberlin ablegen. Nachdem er dies erfolgreich bestanden hatte, begann er ab 1958, an der FU Rechtswissenschaften zu studieren. Dabei wechselte Bienwald zunächst nicht den Wohnort, er galt damit als sogenannter Grenzgänger. Der Mauerbau am 13. August 1961 unterbrach zunächst sein Studium. Daraufhin arbeitete Bienwald zunächst wieder beim Berliner Stadtsynodalverband, bis ihm die Flucht nach West-Berlin gelang. Einige Zeit später ging er nach Göttingen, wo er an der dortigen Universität sein Studium abschloss. Das Erste Staatsexamen schrieb Bienwald 1964 indes in Oldenburg. Zur Referendarzeit ging Bienwald wieder in seine Heimatstadt nach West-Berlin. Ergänzt wurde diese Tätigkeit durch eine freiwillige Station an der Hochschule für Verwaltungswissenschaften in Speyer. 1968 bestand der mittlerweile verheiratete Vater eines Kindes das zweite juristische Staatsexamen und trat anschließend in den Dienst der Berliner Justiz als Assessor ein. Im Juli 1971 wurde Bienwald noch zum Landgerichtsrat ernannt, einen Monat später folgte er dem Ruf der gerade neu gegründeten Evangelischen Fachhochschule Hannover, wo er zunächst als Dozent tätig war. 1976 erhielt er schließlich eine Professur. Bis zu seiner Emeritierung stellte die Hochschule den beruflichen Mittelpunkt Bienwalds dar, zwischen 1975 und 1978 war er sogar deren Rektor. Schwerpunkte seiner Lehrtätigkeit waren das Zivil- und Zivilverfahrensrecht, sowie die Bereiche Kindschafts-, Vormundschafts-, Pflegschafts- und Betreuungsrecht. 1992 promovierte Bienwald an der Universität Hannover über die Rechtsstellung des Gebrechlichkeitspflegers. Ab 2002 war Werner Bienwald wieder offiziell als Rechtsanwalt zugelassen und führte eine Kanzlei in Oldenburg.

## Wissenschaftliches Werk
Werner Bienwalds Name ist zunächst untrennbar mit dem Rechtsgebiet Betreuungsrecht verbunden, welches er seit 1992 mit Inkrafttreten des Betreuungsgesetzes mit einem Standardkommentar zum Betreuungsrecht begleitet. Mittlerweile ist dieser Kommentar in der 6. Auflage erschienen. Flankiert wird die wissenschaftliche Durchdringung dieses Rechtsgebietes durch zahlreiche Beiträge und Entscheidungsanmerkungen in Fachzeitschriften. Ab 1998 war Bienwald dabei als Schriftleiter der Zeitschrift FamRZ tätig, wo er die Bereiche Vormundschafts-, Pflegschafts-, Betreuungs- und Unterbringungsrecht bearbeitet. Darüber hinaus kommentierte er ab der 12. Auflage des BGB-Kommentars von Staudinger den Bereich Betreuungsrecht, seit der 14. Auflage auch die vergütungsrechtlichen Vorschriften der §§ 1835 bis 1836e BGB.

## Schriften (Auswahl)
- Eine Stammfolge Dibelius. In: Der Herold. Vierteljahresschrift für Heraldik, Genealogie und verwandte Wissenschaften. Band 6, Januar–Juni 1967, Heft 5/6, S. 411 f.
- Strafrecht und Strafprozessrecht, Stuttgart, Berlin, Köln, Mainz: Kohlhammer 1973, ISBN 978-3-17-001270-7.
- Untersuchungen zur Rechtsstellung des Gebrechlichkeitspflegers: unter Berücksichtigung von Entwürfen eines Gesetzes über die Betreuung Volljähriger; (Betreuungsgesetz – BtG), Baden-Baden: Nomos 1992, ISBN 978-3-7890-2570-9.
- Vormundschafts- und Pflegschaftsrecht in der sozialen Arbeit: einschließlich Unterbringungsrecht (Praktische Sozialarbeit, Band 5), Heidelberg: Müller 1982, ISBN 978-3-8114-3382-3.
- mit Susanne Sonnenfeld und Christa Bienwald (Hrsg.): Betreuungsrecht: Materielles und Verfahrensrecht, Vergütungsrecht, BtBG und Landesrecht. Kommentar, Bielefeld: Verlag Ernst und Werner Gieseking, 6. Auflage 2016, ISBN 978-3-7694-1134-8.